# Cao Pi
Cao Pi (chiń. 曹丕; pinyin Cáo Pī; imię pośmiertne: Wendi; ur. 186, 187 albo 188, zm. 29 czerwca 226) – pierwszy cesarz chińskiego państwa Wei, panujący w latach 220–226.
Był synem generała Cao Cao i bratem sławnego poety Cao Zhi. Przejął władzę w państwie Wei po śmierci swojego ojca 15 marca 220 roku. 11 grudnia 220 roku ostatni cesarz dynastii Han, Han Xiandi (189–220), abdykował na rzecz Cao Pi. Niemniej jego władztwo obejmowało tylko północną część państwa Późniejszej dynastii Han.
Cao Pi przeszedł do historii literatury jako mecenas poetów z okresu Jian’an, oraz samodzielny autor. Stworzył pierwsze utwory gatunku shi o siedmiozgłoskowym metrum, inne wiersze z tego gatunku oraz opisowe poematy fu; najważniejszym dziełem jest Rozprawa o literaturze, najstarsze z dzieł z okresu narodzin prężnej krytyki literackiej czasów Sześciu Dynastii. Pozostałe części cyklu Wzorcowe rozprawy zaginęły.